# Крюковці (Новотор'яльський район)
Крю́ковці (рос. Крюковцы, марій. Крӱк) — присілок у складі Новотор'яльського району Марій Ел, Росія. Входить до складу Пектубаєвського сільського поселення.

## Населення
Населення — 33 особи (2010; 35 у 2002).
Національний склад (станом на 2002 рік):
- марійці — 100 %